# E-delegationen
E-delegationen var en expertgrupp inom e-förvaltning som regeringen Reinfeldt inrättade 26 mars 2009.  E-delegationen skulle leda och samordna arbetet med att uppfylla målet att det ska vara så enkelt som möjligt för medborgare och företag att utöva sina rättigheter och fullgöra sina skyldigheter samt ta del av förvaltningens service. Delegationen upphörde 2015. Medlemmarna i E-delegationen skapade sedan eSamverkansprogrammet där de fortsatte att träffas, i frivillig form.
Delegationen bestod av myndighetscheferna från de största och it-intensivaste myndigheterna. Ordförande för e-delegationen var Bolagsverkets generaldirektör Annika Brännström.
En markant skrivning i direktiven till e-delegationen är att man i sitt arbete ska ”sträva efter att offentlig förvaltning, i så stor utsträckning som möjligt, ska bygga sina lösningar på öppna standarder, använda sig av programvara som bygger på öppen källkod samt sträva efter lösningar som stegvis frigör förvaltningen från beroendet av enskilda plattformar och lösningar.”

## Uppdrag
Enligt regeringens direktiv ska delegationens huvuduppdrag vara att
- utforma av en strategi för myndigheternas arbetet med e-förvaltning,
- koordinera arbetet med e-förvaltning,
- följa upp myndigheternas arbete med e-förvaltning,
- samordna den statliga förvaltningens IT-standardiseringsarbete,
- bistå regeringen i det internationella arbetet med frågor om e-förvaltning samt
- inventera och vid behov utveckla e-nämndens och Vervas vägledningar och rapporter.

E-delegationen fick i mars 2010 ett tilläggsuppdrag att främja öppen data och ta fram riktlinjer för myndigheters användning av sociala medier ur ett rättsligt perspektiv.
Den första rapporteringen till regeringen skedde i oktober 2009 då delegationen redovisade en strategi för myndigheternas arbete med e-förvaltning. Slutrapporten "En förvaltning som håller ihop (SOU 2015:66)" överlämnades till dåvarande it-minister Mehmet Kaplan 2015. Efter E-delegationen har frågorna om e-förvaltning, nu kallade digitalisering, delvis lämnats över till Ekonomistyrningsverket.

## Ledamöter
- Mikael Sjöberg, Generaldirektör, Arbetsförmedlingen
- Kerstin Borg Wallin, Generaldirektör, Centrala studiestödsnämnden
- Annika Bränström, Generaldirektör, Bolagsverket
- Dan Eliasson, Generaldirektör, Migrationsverket
- Ingemar Hansson, Generaldirektör, Skatteverket
- Björn Jordell, Riksarkivarie, Riksarkivet
- Stig Jönsson, Generaldirektör, Lantmäteriverket
- Adriana Lender, Generaldirektör, Försäkringskassan
- Helena Lindberg, Generaldirektör, Myndigheten för samhällsskydd och beredskap
- Claes Ljungh, Generaldirektör, Kammarkollegiet
- Christina Lugnet, Generaldirektör, Tillväxtverket
- Mats Persson, Generaldirektör, Jordbruksverket
- vakant, Generaltulldirektör, Tullverket
- Bengt Svenson, Generaldirektör, Rikspolisstyrelsen
- Håkan Sörman, VD, Sveriges kommuner och landsting
- Karin Westling Palm, Generaldirektör, Pensionsmyndigheten
- Staffan Widlert, Generaldirektör, Transportstyrelsen